# Scytodes ruizensis
Scytodes ruizensis is een spinnensoort in de taxonomische indeling van de lijmspuiters (Scytodidae).
Het dier behoort tot het geslacht Scytodes. De wetenschappelijke naam van de soort werd voor het eerst geldig gepubliceerd in 1914 door Embrik Strand. Ze is genoemd naar de vindplaats, de Ruiz-bergpas, 3700 m hoog in de Colombiaanse Andes. Het is een van de spinnen die Otto Fuhrmann had verzameld op zijn expeditie samen met Eugène Mayor naar Colombia in 1910.